# Andrea Procaccini

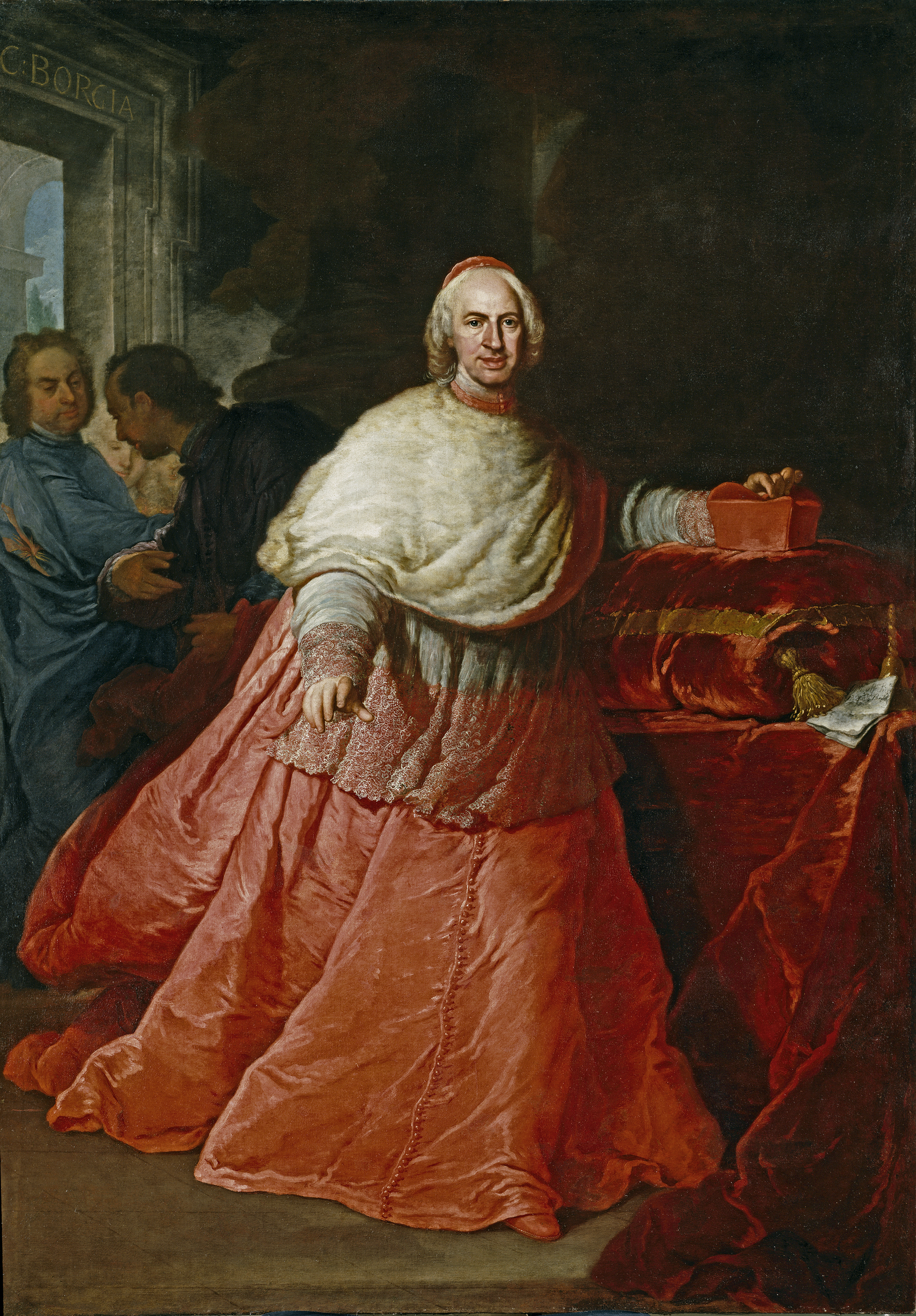
El cardenal Borja, óleo sobre lienzo, 248 x 176 cm, Madrid, Museo del Prado.

Andrea Procaccini (Roma el 14 de enero de 1671 – Real Sitio de San Ildefonso 1734) fue un pintor barroco italiano, activo en su ciudad natal y desde 1720 en España como pintor de cámara de Felipe V y aposentador del palacio de la Granja, donde falleció.

## Biografía
Nacido en Roma en el seno de una familia acomodada se formó con Carlo Maratta, con quien colaboró en la decoración de la basílica de San Juan de Letrán por orden del papa Clemente XI. Allí se encuentra una de sus obras tempranas: la figura del profeta Daniel dentro de una serie de profetas pintados por sus maestro. Este encargo le proporcionó fama en la época, lo que hizo que se encargara durante algún tiempo de los diseños de la Fábrica de Tapices papal.
Tras este periodo italiano decide moverse a la nueva corte de los Borbones en España y se pone bajo mandato de Felipe V donde se convierte en pintor de cámara durante catorce años. Durante su estancia en España tuvo bajo su patronaje a los pintores de origen italiano Astasi Giuseppe y Domenico Maria Sani. Durante su estancia en España se ocupó primordialmente en la dirección de las labores decorativas del palacio de la Granja y en la realización de cartones para tapices (series de la batalla de Túnez y del Quijote).